# Luciano Aquino
Pour les articles homonymes, voir Aquino (homonymie).
Luciano Aquino (né le 26 janvier 1985 à Mississauga, Ontario au Canada) est un joueur italo-canadien de hockey sur glace. Il est le frère du joueur Anthony Aquino.

## Carrière de joueur
Après une bonne saison avec le Battalion de Brampton (Ligue de hockey de l'Ontario), il fut sélectionné au repêchage de 2005 par les Islanders de New York. Il commença sa carrière professionnelle avec les Sound Tigers de Bridgeport dans la Ligue américaine de hockey lors de la saison 2005-2006. La saison suivante, en plus de jouer quelques parties avec les Sound Tigers, il joua pour deux équipes faisant partie de la East Coast Hockey League. Au cours de l'été 2007, il signa avec les Komets de Fort Wayne de la nouvelle Ligue internationale de hockey.

## Statistiques
| Saison    | Équipe                               | Ligue   |    | Saison régulière | Saison régulière | Saison régulière | Saison régulière | Saison régulière |   | Séries éliminatoires | Séries éliminatoires | Séries éliminatoires | Séries éliminatoires | Séries éliminatoires |
| Saison    | Équipe                               | Ligue   | PJ | B                | A                | Pts              | Pun              | PJ               | B | A                    | Pts                  | Pun                  |                      |                      |
| 2001-2002 | Raiders de Wexford                   | OPJHL   | 46 | 21               | 26               | 47               | 49               | -                | - | -                    | -                    | -                    |                      |                      |
| 2002-2003 | Raiders de Wexford                   | OPJHL   | 48 | 48               | 54               | 102              | 73               | -                | - | -                    | -                    | -                    |                      |                      |
| 2003-2004 | Black Bears de l'Université du Maine | NCAA    | 20 | 4                | 5                | 9                | 8                | -                | - | -                    | -                    | -                    |                      |                      |
| 2004-2005 | Battalion de Brampton                | LHO     | 65 | 25               | 46               | 71               | 80               | 6                | 5 | 4                    | 9                    | 9                    |                      |                      |
| 2005-2006 | Battalion de Brampton                | LHO     | 32 | 28               | 44               | 72               | 32               | 11               | 8 | 13                   | 21                   | 23                   |                      |                      |
| 2005-2006 | Titans de Trenton                    | ECHL    | 3  | 0                | 1                | 1                | 0                | -                | - | -                    | -                    | -                    |                      |                      |
| 2005-2006 | Sound Tigers de Bridgeport           | LAH     | 9  | 0                | 2                | 2                | 6                | -                | - | -                    | -                    | -                    |                      |                      |
| 2006-2007 | Ice Pilots de Pensacola              | ECHL    | 2  | 0                | 1                | 1                | 8                | -                | - | -                    | -                    | -                    |                      |                      |
| 2006-2007 | Grizzlies de l'Utah                  | ECHL    | 31 | 8                | 20               | 28               | 38               | -                | - | -                    | -                    | -                    |                      |                      |
| 2006-2007 | Sound Tigers de Bridgeport           | LAH     | 13 | 2                | 1                | 3                | 6                | -                | - | -                    | -                    | -                    |                      |                      |
| 2007-2008 | Komets de Fort Wayne                 | LIH     | 74 | 41               | 50               | 91               | 114              | 13               | 6 | 7                    | 13                   | 18                   |                      |                      |
| 2008-2009 | Asiago HC                            | Série A | 22 | 22               | 12               | 34               | 44               | -                | - | -                    | -                    | -                    |                      |                      |
| 2008-2009 | Royals de Reading                    | ECHL    | 5  | 1                | 3                | 4                | 2                | -                | - | -                    | -                    | -                    |                      |                      |
| 2009-2010 | HC Valpellice Bulldogs               | Série A | 36 | 27               | 46               | 73               | 63               | 5                | 1 | 4                    | 5                    | 12                   |                      |                      |
| 2010-2011 | HC Valpellice Bulldogs               | Série A | 37 | 26               | 45               | 71               | 74               | 8                | 4 | 9                    | 13                   | 12                   |                      |                      |
| 2011-2012 | ERC Ingolstadt                       | DEL     | 36 | 10               | 13               | 23               | 18               | 7                | 0 | 1                    | 1                    | 2                    |                      |                      |
| 2012-2013 | Dornbirner EC                        | EBEL    | 52 | 17               | 54               | 71               | 59               | -                | - | -                    | -                    | -                    |                      |                      |
| 2013-2014 | Dornbirner EC                        | EBEL    | 53 | 30               | 49               | 79               | 37               | 6                | 2 | 5                    | 7                    | 24                   |                      |                      |
| 2014-2015 | Färjestads BK                        | SHL     | 24 | 3                | 8                | 11               | 4                | -                | - | -                    | -                    | -                    |                      |                      |
| 2014-2015 | Dornbirner EC                        | EBEL    | 26 | 10               | 17               | 27               | 12               | -                | - | -                    | -                    | -                    |                      |                      |
| 2015-2016 | EC Red Bull Salzbourg                | EBEL    | 28 | 15               | 21               | 36               | 19               | 8                | 1 | 5                    | 6                    | 4                    |                      |                      |

## Trophées et honneurs personnels
- 2007-2008 : 
  - champion de la Coupe Turner avec les Komets de Fort Wayne
  - récipiendaire du Trophée de la meilleure recrue de la LIH
- 2012-2013 : meilleur pointeur de l'EBEL
- 2015-2016 : champion d'Autriche avec le EC Red Bull Salzbourg